# Tam chủng thần khí
Tam chủng thần khí (三種の神器 Sanshu no Jingi / mikusa no kandakara, ba thứ quý báu nhất) còn được biết đến là ba báu vật thần thánh của Nhật Bản tượng trưng cho ngôi báu của Thiên hoàng. Chúng bao gồm thanh gươm Kusanagi no Tsurugi (草薙剑 (Thảo Thế kiếm)), chiếc gương Yata no Kagami (八咫镜 (Bát Chỉ kính)), và viên ngọc Yasakani no Magatama (八尺瓊曲玉 (Bát Xích Quỳnh Khúc ngọc)). Ba món đồ này tượng trưng cho: sự dũng cảm (thanh kiếm), sự khôn ngoan (chiếc gương) và lòng nhân từ (viên ngọc).

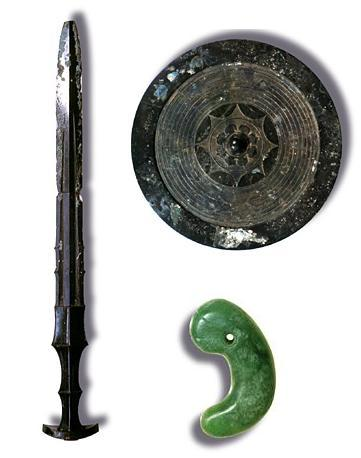
Hình ảnh phỏng đoán về Tam chủng thần khí của Nhật Bản (hình dạng thật của chúng chưa được Hoàng gia Nhật Bản tiết lộ)

Bởi tính chất thần thoại của ba món đồ này, địa điểm cất giữ chúng không được xác nhận. Thế nhưng, người ta nghĩ rằng thanh gươm được cất giữ ở đền Atsuta ở Nagoya, viên ngọc được cất giữ ở hoàng cung Kōkyo tại Tōkyō, chiếc gương thì được cất giữ ở Thần cung Ise ở tỉnh Mie. Ít nhất một trong ba món đồ không phải là phiên bản gốc bởi dựa theo Heike Monogatari, sau trận chiến Dan no Ura, thanh gươm đã bị rơi xuống biển cùng Hoàng thất nhà Heike và thất lạc.
Theo truyền thuyết, ba vật này từng thuộc vật sở hữu của các vị thần trong Thần Đạo là Susano'o và Amaterasu. Truyền thuyết kể rằng thần biển và gió bão Susanoo thường hay bất hòa với Thiên Chiếu Đại Thần Amaterasu nên hai người thường đuổi đánh nhau. Một lần Susanoo bị Amaterasu đuổi phải chạy ngang qua tỉnh Izumo, nơi ông bắt gặp hai thần đất. Hai vị thần đất này lúc đó lại bị Yamata-no-Orochi (八岐の大蛇 (Bát Kỳ Đại Xà)) quấy nhiễu và còn bắt đi mất bảy người con gái lớn của họ. Susanoo, sau khi hỏi cưới cô con gái còn lại là Kushi-inada-hime (奇稲田姫) bèn làm ra tám bình rượu sake để dụ cho con rắn uống say rồi giết chết. Sau đó ông cắt xác con rắn làm nhiều khúc. Từ đuôi của nó xuất hiện một thanh kiếm chính là thần kiếm Kusanagi.
Một lần khác, Susanoo chọc tức Thiên Chiếu Đại Thần Amaterasu khiến bà vô cùng giận dữ và tự nhốt mình trong hang khiến cho thế gian chìm trong bóng tối vô tận. Khi đó Ame-no-Uzume, nữ thần của lễ hội và hạnh phúc, bày mưu treo một chiếc gương bằng đồng lên cây, khoác hoa lá lên mình, đeo một chuỗi ngọc rồi nhảy múa trước hang. Nhiều vị thần khác bị thu hút cười nói ồn ào khiến cho Amaterasu tò mò bước ra khỏi hang. Hình ảnh bà phản chiếu trong gương đồng đã khiến thế gian không còn chìm trong bóng tối nữa, và chiếc gương ấy trở thành chiếc gương thần Yata no kagami, còn chuỗi ngọc Ame-no-Uzume sử dụng trong cuộc nhảy múa ấy thì trở thành Yasakani no magatama (người ta tin rằng hiện nay nó chỉ còn lại duy nhất 1 viên). Về phần Susanoo, ông tìm đến và tạ lỗi với Amaterasu bằng cách tặng bà thần kiếm Kusanagi. Sau này cháu của Amaterasu là Ninigi-no-Mikoto khi ra đi thành lập đất nước Nhật Bản đã mang theo chúng. Từ đó, ba vật này trở thành biểu tượng của Hoàng gia Nhật Bản.
Tuy nhiên sự tồn tại của những món đồ này vẫn còn bí mật. Điều này chưa xác định được là do chỉ có các Thiên hoàng và một số thầy tế của các ngôi đền được phép tiếp xúc với ba báu vật này, và tới nay cũng không có bức ảnh hay bức vẽ nào từng được chính thức công bố. Bằng chứng gián tiếp nổi bật nhất về sự tồn tại của các món đồ này chính là các sắc chỉ của Thiên hoàng Hirohito cho viên chưởng quan Đại Nội Kido Kōichi vào cuối Chiến tranh thế giới thứ hai (1939 - 1945); trong đó vị Thiên hoàng này ra lệnh phải bảo vệ Tam chủng thần khí bằng mọi giá.